# كايل إبراهام
كايل إبراهام (بالإنجليزية: Kyle Abraham)‏ هو مصمم رقص أمريكي، ولد في 1977 في بيتسبرغ في الولايات المتحدة.

## وصلات خارجية
- كايل إبراهام على موقع الموسوعة البريطانية (الإنجليزية)